# Ljudmila Sjubina
Ljudmila Jegorovna Sjubina (født 9. oktober 1948 i Kasan Tatariske ASSR, russisk: Людмила Егоровна Шубина) er en tidligere sovjetisk/aserbajdsjansk håndboldspiller som deltog i Sommer-OL 1976. Hun spillede for klubben Spartak Bakı.
I 1976 vandt hun en guldmedalje med det sovjetiske hold. Hun spillede i tre kampe og scorede syv mål.